# Phacopida
Phacopida é uma ordem de artrópodes pertencente à classe Trilobita. Surgiram no Ordoviciano e extinguiram-se no Devoniano. É constituída por um grupo de subordens relacionadas com características morfológicas diversas.
A origem da ordem é incerta. É constituída por três subordens (Phacopina, Calymenina e Cheirurina) que partilham o estágio que desenvolvimento denominado protaspis. A subordem Calymenina é a mais primitiva de todas, partilhando algumas característica com a ordem Ptychopariida.

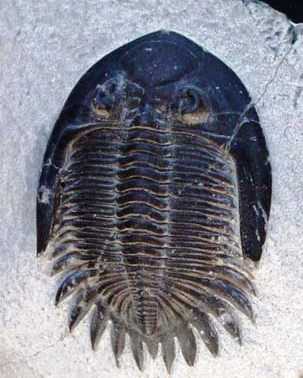
Trilobite da subordem Phacopina, família Acastidae.

Os membros da ordem tinham de 8 a 19 segmentos torácicos. Phacops rana e Dalmanites limulurus são os dois membros mais conhecidos desta ordem. Outros géneros conhecidos são Cheirurus, Deiphon, Calymene e Ceraurinella.